# JFAアンバサダー
JFAアンバサダー（ジェイエフエイ- ）は、かつて日本サッカー協会（JFA）が、主に若年層へのサッカーの普及促進活動を目的として同活動に協力する人物を認定していた制度、またその認定された人物のこと。2003年4月創設、2010年4月廃止。

## 概要
選考基準としては、過去にサッカー日本代表やJリーグ等で活躍したことがありサッカー界への貢献度が高いこと、またJFAの選手育成・普及活動方針に賛同することなどが挙げられている。また明文化はされていないが、サッカー日本代表やJリーグのチームで監督・コーチを務めていないことも実質的に要求されている（井原・福田はこの関係で退任した）。
尚、当初は規程で選考対象を日本代表経験者に限ってきたが、この規程だと外国籍選手はなれないことなどからJリーグ・なでしこリーグで活躍してきた選手と規約を変更している（これによりアマラオが日本人以外では初めてJFAアンバサダーに認定されている）。
また、2008年5月にはフットサル日本代表経験者の相根澄が認定された。
JFAアンバサダーの主な活動としては、JFAが主催するサッカー教室の講師や、その他JFA主催イベントへのゲスト出演などがあった。
ただ2010年度より、諸事情により元選手の派遣事業などを同じくJFAが運営する「JFAこころのプロジェクト」に一本化することになったため、JFAアンバサダーは廃止されることとなった。
なお、2014年6月に三浦知良（当時横浜FC所属）が、同月に開催される2014 FIFAワールドカップ本大会における親善大使としてブラジルに派遣された事例を「JFAアンバサダー」と表記する場合があるが、これはあくまで俗称であり、JFAとして公式に「JFAアンバサダー」という役職を復活させたわけではない（JFAでの扱いはあくまで「選手の派遣」である）。

## JFAアンバサダーに選ばれた人物
- 北澤豪（2003年4月～2006年3月）
- 井原正巳（2003年4月～2006年7月）
- 福田正博（2003年4月～2008年3月）
- 大部由美（2007年4月～2008年3月）
- 永島昭浩（2003年10月～2009年4月）
- 武田修宏（2004年4月～2009年4月）
- 相馬直樹（2006年4月～2009年4月）
- 澤登正朗（2006年4月～2009年4月）
- 小島伸幸（2006年4月～2009年4月）
- 小倉隆史（2007年4月～2009年4月）
- 前園真聖（2007年4月～2009年4月）
- 野田朱美（2007年4月～2009年4月）
- 大竹奈美（2007年4月～2009年4月）
- 東明有美（2007年4月～2009年4月）

- アマラオ（2007年5月～2009年4月）
- 城彰二（2007年4月～2010年4月）
- 川上直子（2007年4月～2010年4月）
- 本田泰人（2007年4月～2010年4月）
- 岩本輝雄（2008年4月～2010年4月）
- 中西永輔（2008年4月～2010年4月）
- 名良橋晃（2008年4月～2010年4月）
- 山口素弘（2008年4月～2010年4月）
- 相根澄（2008年5月～2010年4月）
- 福西崇史（2009年5月～2010年4月）
- 小村徳男（2009年5月～2010年4月）
- 小野寺志保（2009年5月～2010年4月）
- 四方菜穂（2009年5月～2010年4月）